# Avrilly (Orne)
Pour les articles homonymes, voir Avrilly.
Avrilly est une commune française, située dans le département de l'Orne en région Normandie, peuplée de 94 habitants.

## Géographie
La commune est située au sud de Domfront, dans le Domfrontais, dans le pays de Passais, et aussi dans le Bocage normand.

### Hydrographie
La commune est située dans le bassin Loire-Bretagne. Elle est drainée par le ruisseau de Bavaux et divers autres petits cours d'eau,.

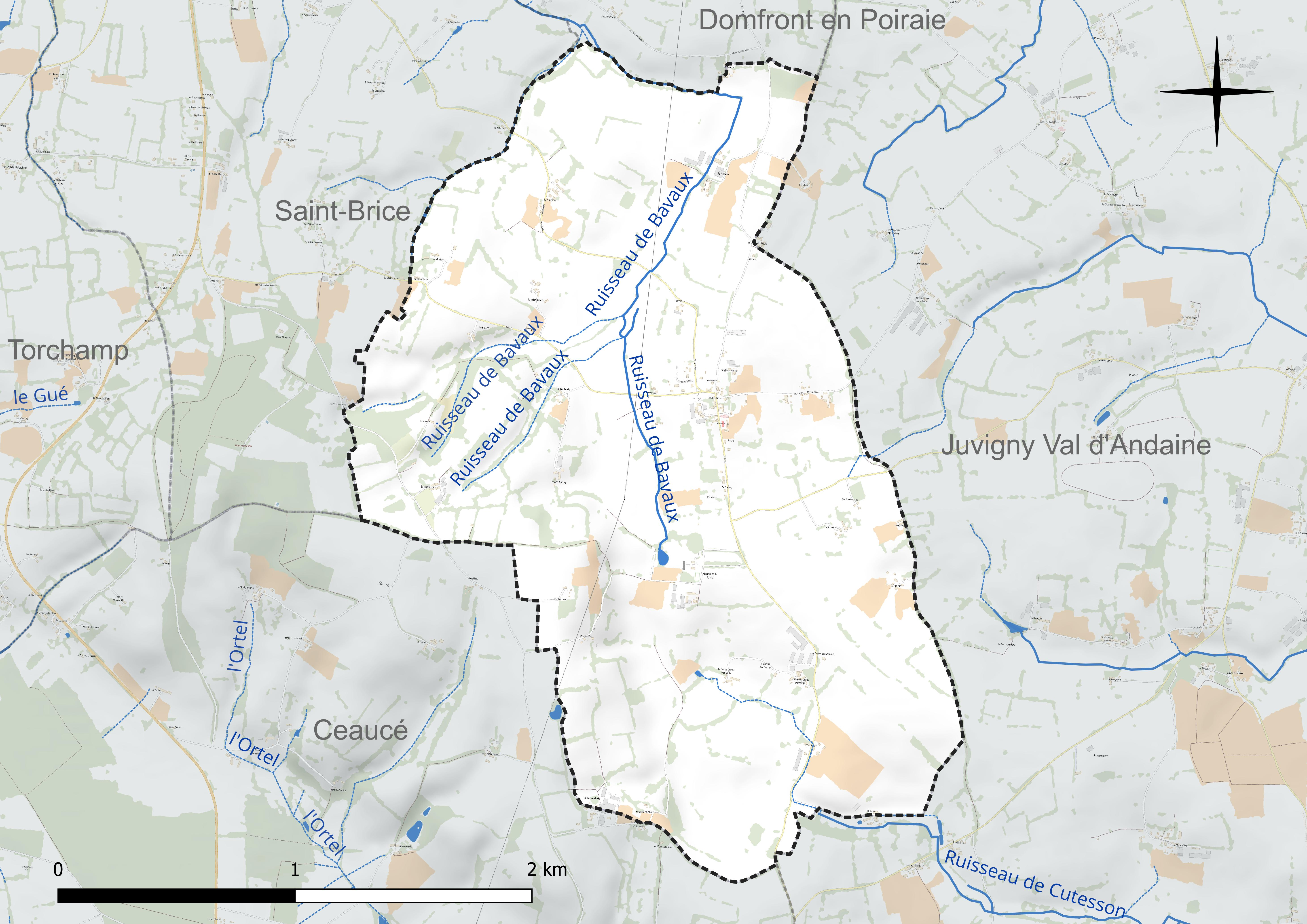
Réseau hydrographique d'Avrilly.

### Climat
Pour des articles plus généraux, voir Climat de la Normandie et Climat du Val-d'Oise.
En 2010, le climat de la commune est de type climat océanique franc, selon une étude du CNRS s'appuyant sur une série de données couvrant la période 1971-2000. En 2020, Météo-France publie une typologie des climats de la France métropolitaine dans laquelle la commune est exposée à un climat océanique et est dans la région climatique Normandie (Cotentin, Orne), caractérisée par une pluviométrie relativement élevée (850 mm/a) et un été frais (15,5 °C) et venté. Parallèlement le GIEC normand, un groupe régional d’experts sur le climat, différencie quant à lui, dans une étude de 2020, trois grands types de climats pour la région Normandie, nuancés à une échelle plus fine par les facteurs géographiques locaux. La commune est, selon ce zonage, exposée à un « climat contrasté des collines », correspondant au Bocage normand, bien arrosé, voire très arrosé sur les reliefs les plus exposés au flux d’ouest, et frais en raison de l’altitude.
Pour la période 1971-2000, la température annuelle moyenne est de 10,4 °C, avec une amplitude thermique annuelle de 13,3 °C. Le cumul annuel moyen de précipitations est de 884 mm, avec 13,4 jours de précipitations en janvier et 7,9 jours en juillet. Pour la période 1991-2020, la température moyenne annuelle observée sur la station météorologique la plus proche, située sur la commune  à 5 398 km à vol d'oiseau, est de 0,0 °C et le cumul annuel moyen de précipitations est de 0,0 mm,. Pour l'avenir, les paramètres climatiques de la commune estimés pour 2050 selon différents scénarios d’émission de gaz à effet de serre sont consultables sur un site dédié publié par Météo-France en novembre 2022.

## Urbanisme

### Typologie
Au 1er janvier 2024, Avrilly est catégorisée commune rurale à habitat très dispersé, selon la nouvelle grille communale de densité à sept niveaux définie par l'Insee en 2022.
Elle est située hors unité urbaine. Par ailleurs la commune fait partie de l'aire d'attraction de Domfront en Poiraie, dont elle est une commune de la couronne,. Cette aire, qui regroupe 8 communes, est catégorisée dans les aires de moins de 50 000 habitants,.

### Occupation des sols
L'occupation des sols de la commune, telle qu'elle ressort de la base de données européenne d’occupation biophysique des sols Corine Land Cover (CLC), est marquée par l'importance des territoires agricoles (100 % en 2018), une proportion identique à celle de 1990 (100 %). La répartition détaillée en 2018 est la suivante : 
prairies (61,3 %), zones agricoles hétérogènes (25,9 %), terres arables (12,7 %). L'évolution de l’occupation des sols de la commune et de ses infrastructures peut être observée sur les différentes représentations cartographiques du territoire : la carte de Cassini (XVIIIe siècle), la carte d'état-major (1820-1866) et les cartes ou photos aériennes de l'IGN pour la période actuelle (1950 à aujourd'hui).

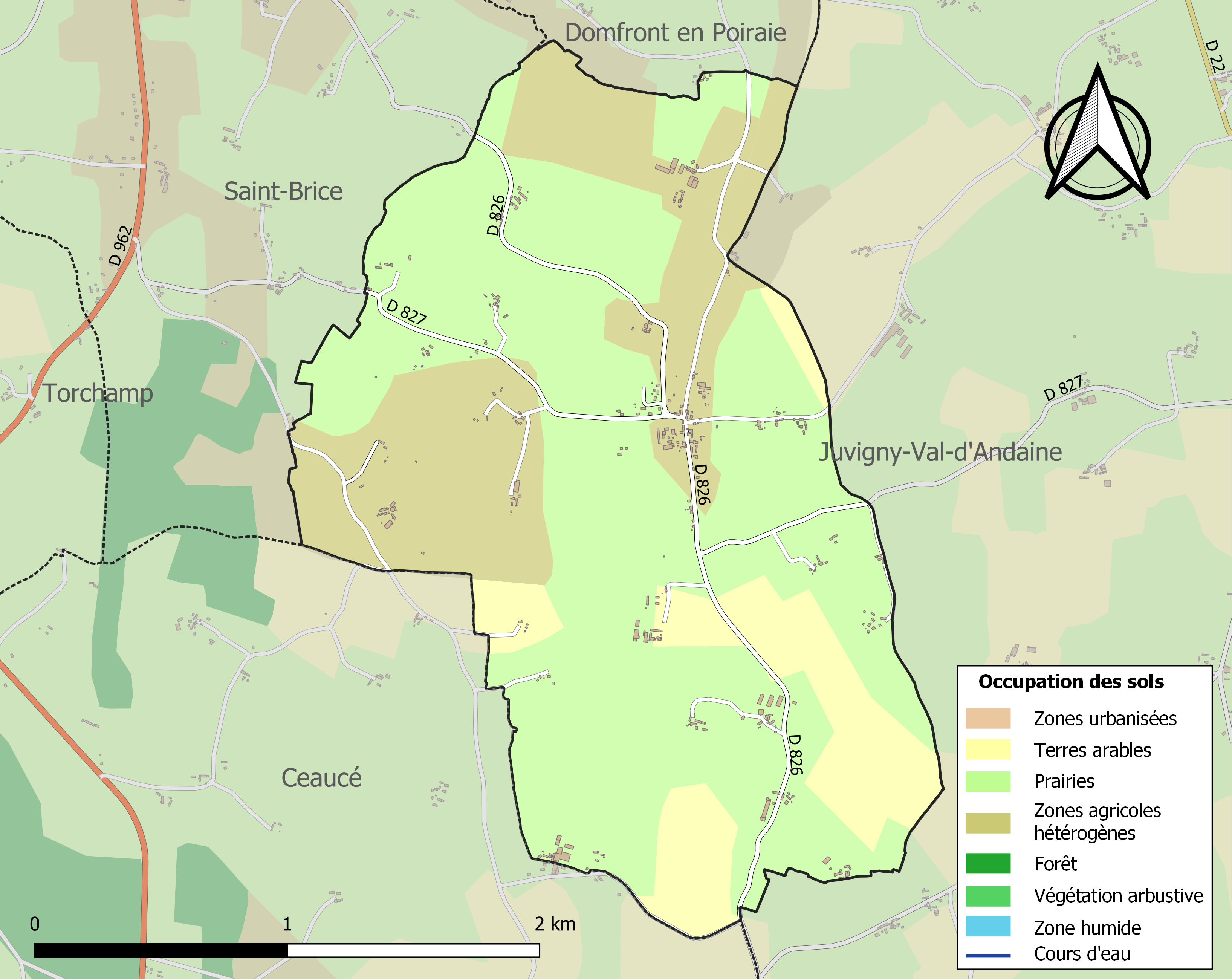
Carte des infrastructures et de l'occupation des sols de la commune en 2018 (CLC).

## Toponymie
Le nom de la localité est attesté sous la forme Avrillié en 1427,.
Selon Albert Dauzat, le toponyme est issu de l'anthroponyme latin Aprilius.

## Politique et administration
| Période                                  | Période    | Identité               | Étiquette | Qualité                         |
| ---------------------------------------- | ---------- | ---------------------- | --------- | ------------------------------- |
| vers 1840                                |            | J. Bonneau             |           |                                 |
| vers 1895                                |            | Julien Durand          |           |                                 |
| vers 1897                                |            | Jean Boudin            |           |                                 |
| vers 1900                                |            | François Libert        |           |                                 |
| avant 1937                               | après 1940 | Michel Théophile Barbé |           |                                 |
| 1995                                     | mai 2020   | Raymond Moussay        | SE        | Agriculteur                     |
| mai 2020                                 | En cours   | Christian Picard       | SE        | Chaudronnier-métallier retraité |
| Les données manquantes sont à compléter. |            |                        |           |                                 |

Le conseil municipal est composé de onze membres dont le maire et deux adjoints.

## Démographie
L'évolution du nombre d'habitants est connue à travers les recensements de la population effectués dans la commune depuis 1793. Pour les communes de moins de 10 000 habitants, une enquête de recensement portant sur toute la population est réalisée tous les cinq ans, les populations de référence des années intermédiaires étant quant à elles estimées par interpolation ou extrapolation. Pour la commune, le premier recensement exhaustif entrant dans le cadre du nouveau dispositif a été réalisé en 2006.
En 2022, la commune comptait 94 habitants, en évolution de −13,76 % par rapport à 2016 (Orne : −3,21 %, France hors Mayotte : +2,11 %).
| 1793 | 1800 | 1806 | 1821 | 1831 | 1836 | 1841 | 1846 | 1851 |
| ---- | ---- | ---- | ---- | ---- | ---- | ---- | ---- | ---- |
| 552  | 534  | 338  | 533  | 597  | 611  | 586  | 532  | 504  |

| 1856 | 1861 | 1866 | 1872 | 1876 | 1881 | 1886 | 1891 | 1896 |
| ---- | ---- | ---- | ---- | ---- | ---- | ---- | ---- | ---- |
| 459  | 437  | 454  | 451  | 437  | 415  | 378  | 385  | 376  |

| 1901 | 1906 | 1911 | 1921 | 1926 | 1931 | 1936 | 1946 | 1954 |
| ---- | ---- | ---- | ---- | ---- | ---- | ---- | ---- | ---- |
| 393  | 386  | 344  | 274  | 268  | 268  | 270  | 262  | 230  |

| 1962 | 1968 | 1975 | 1982 | 1990 | 1999 | 2006 | 2011 | 2016 |
| ---- | ---- | ---- | ---- | ---- | ---- | ---- | ---- | ---- |
| 217  | 185  | 166  | 173  | 160  | 136  | 123  | 133  | 109  |

| 2021 | 2022 | - | - | - | - | - | - | - |
| ---- | ---- | - | - | - | - | - | - | - |
| 97   | 94   | - | - | - | - | - | - | - |

## Culture locale et patrimoine

### Lieux et monuments
- Église Saint-Martin.
- Manoir de la Fosse partiellement inscrit au titre des monuments historiques par arrêté du 7 novembre 1975[22].
- Montchauveau. Ruines d'un château des XIIe et XIIIe siècles entouré d'un double fossé pris, vers 1200, par Philippe Auguste[23],[24].

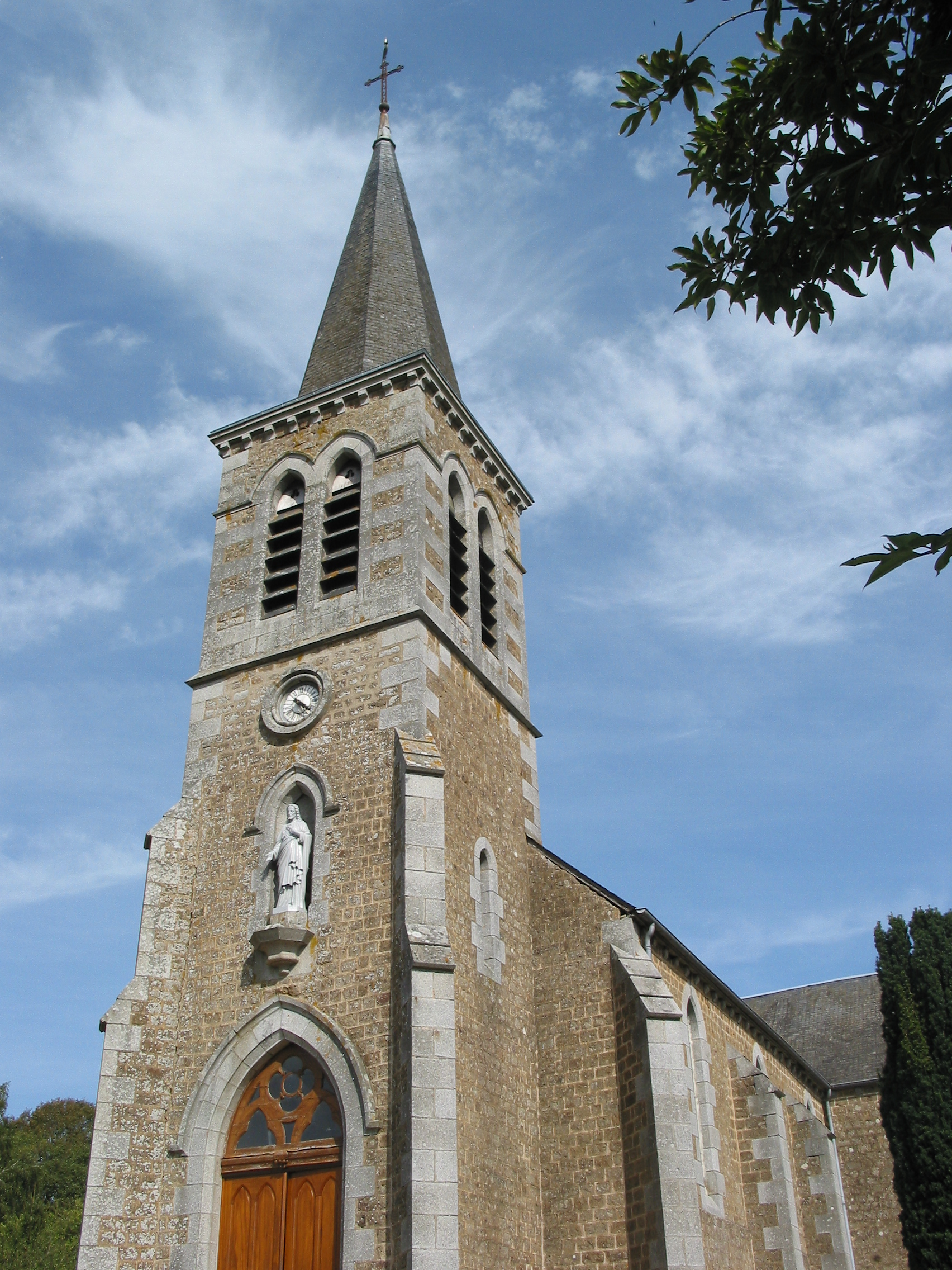
L'église Saint-Martin.
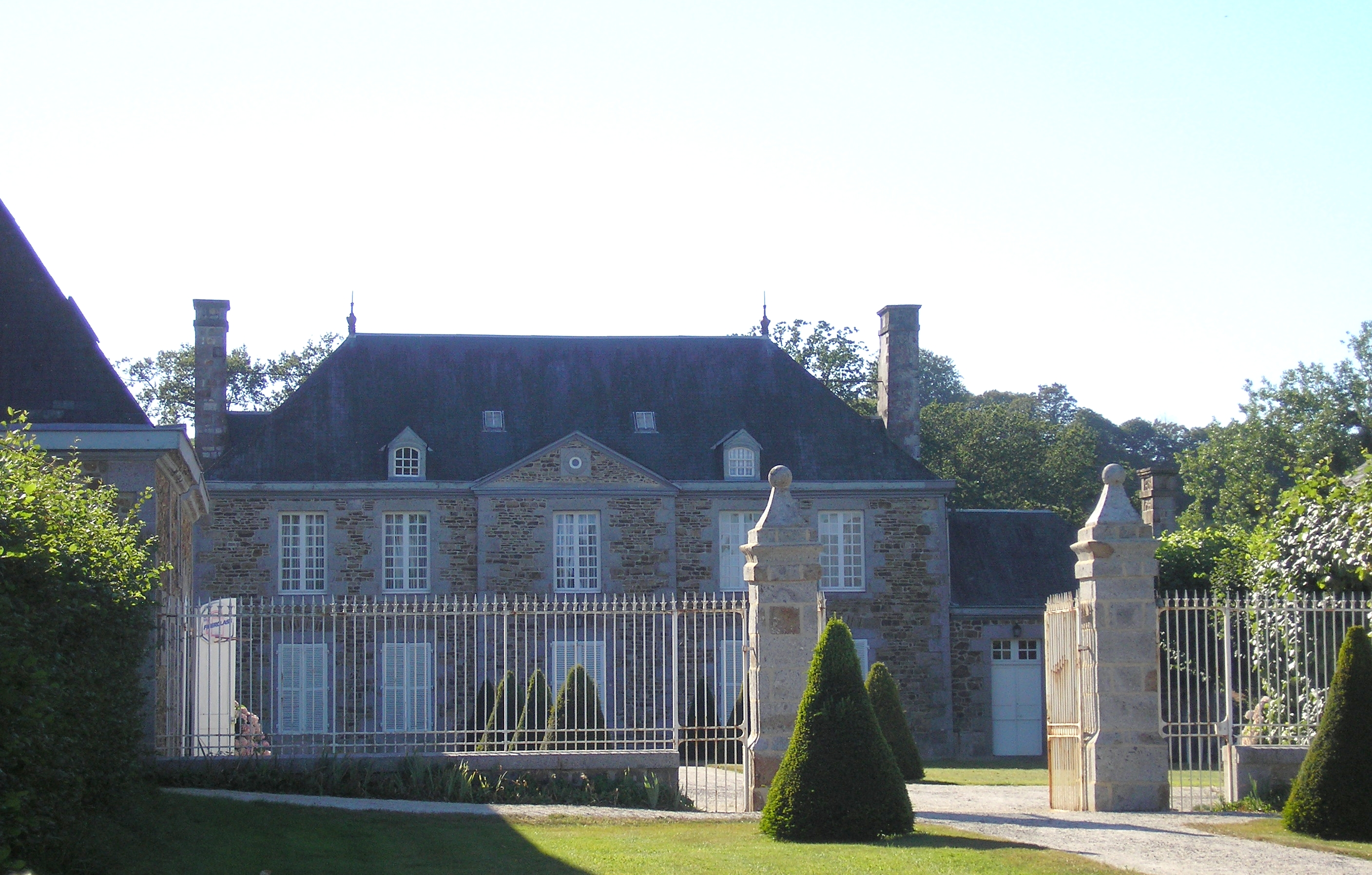
Le manoir de la Fosse.

### Personnalités liées à la commune
- Émile Jullien (1886-1909), sergent du 9e colonial décédé des suites de ses blessures à l'hôpital militaire d'Hanoï au Tonkin. Né à Paris, orphelin et recueilli par l'assistance publique, il avait été placé avec son frère et ses sœurs dans une famille d'agriculteurs de la commune.